# Fackler Gusztáv
Fackler Gusztáv (Löwenberg, 1838. december 31. – Detta, 1888. december 16.) újságíró.

## Élete
Katolikus családból származott, 17 évig maradt hazájában; azután beutazta Bajorországot, Olaszországot, Ausztriát és Magyarországot; Budapesten és Temesvárott tartózkodott, végül Dettára érkezett, ahol miután két publicisztikai vállalkozása nem sikerült, 1881. október 30-ától haláláig a Dettaer Zeitung szerkesztője volt.